# 14182 Alley
14182 Alley eller 1998 WG12 är en asteroid i huvudbältet som upptäcktes den 21 november 1998 av LINEAR i Socorro County, New Mexico. Den är uppkallad efter Karen Alley.
Den tillhör asteroidgruppen Vesta.